# وسیله نقلیه کرایه‌ای

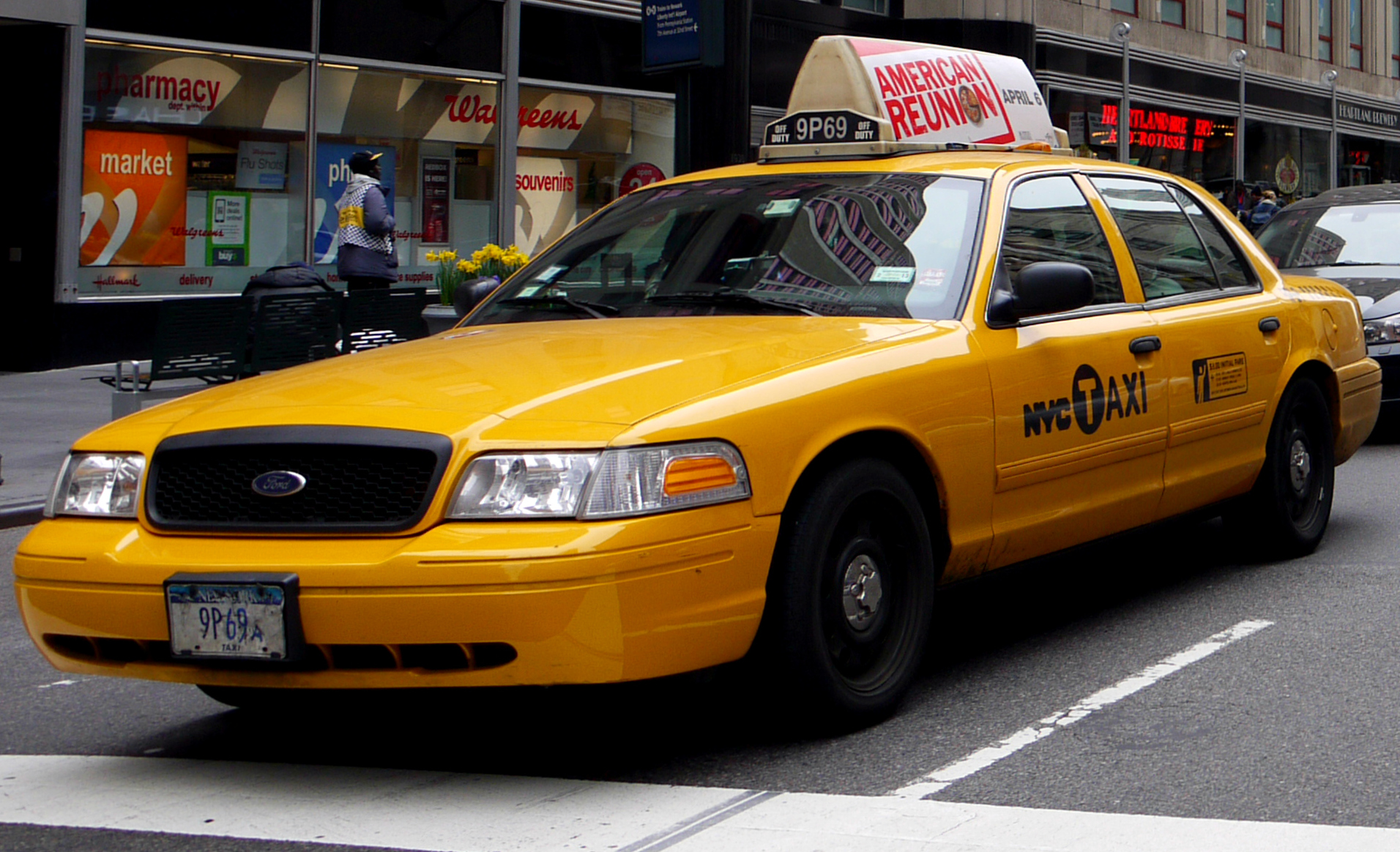
تاکسی در شهر نیویورک

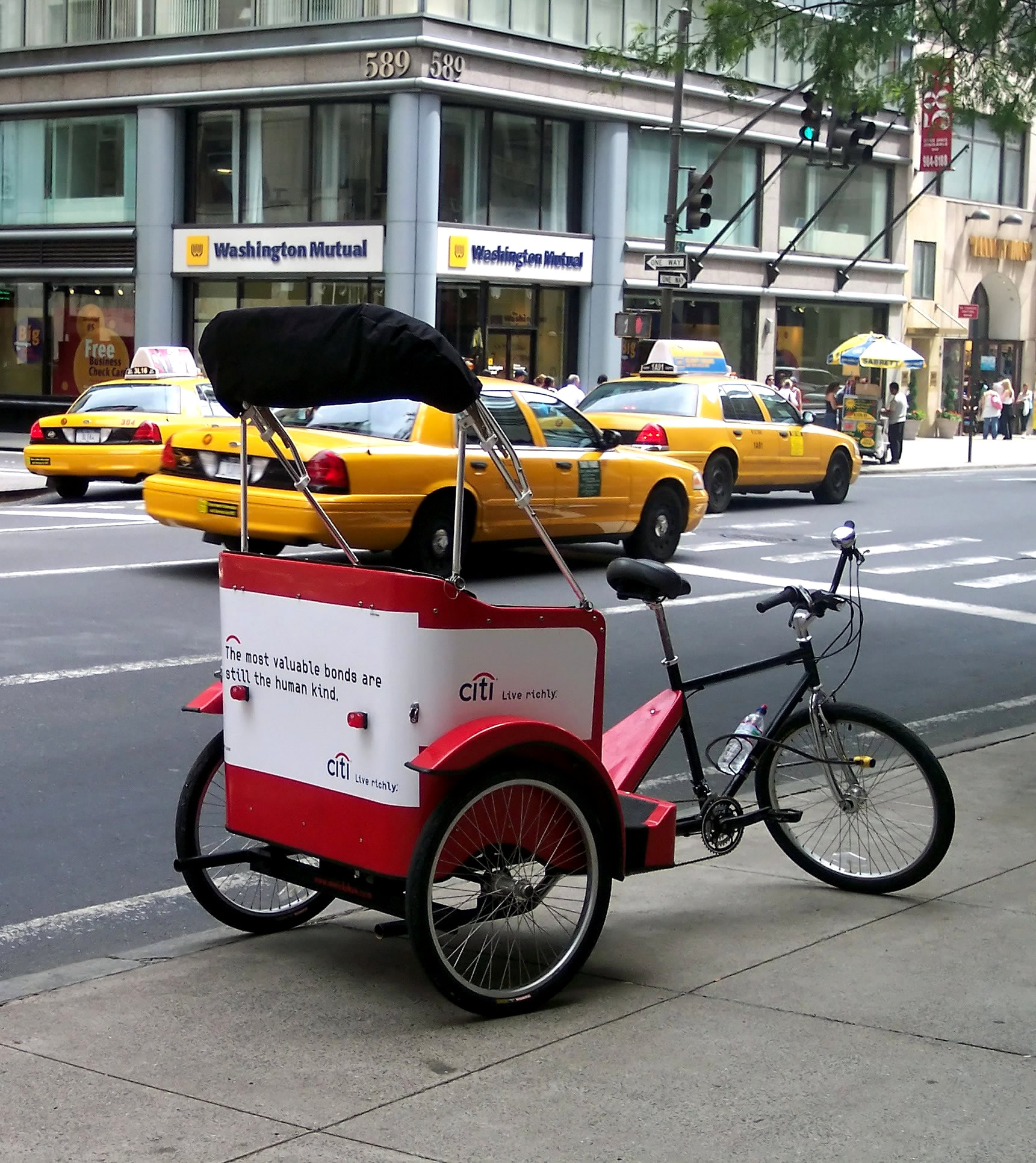
چرخ ریکشای در شهر نیویورک

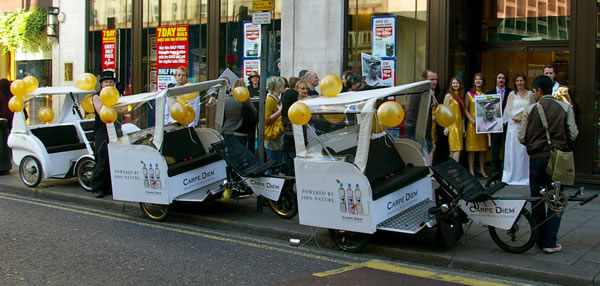
چریکشای رکابی در لندن

یک وسیله نقلیه کرایه‌ای عبارت است از یک خودرو یا هر نوع وسیله نقلیه دیگری که امکان سفر اشتراکی را فراهم می‌کند و یک یا تعداد بیشتری مسافر را بین مکانهای دلخواه مسافران (یا نزدیک به آنها) جابجا می‌کند.
وسایل نقلیه کرایه‌ای از سیستم حمل و نقل عمومی عادی متمایز هستند. در سیستم کرایه‌ای، مسافران آزادی زیادی در انتخاب محل و مسیر سفر و تعیین مبدأ و مقصد سفر دارند. در سیستم‌های عمومی حمل و نقل، مسیرها توسط سازمان یا شرکت تعیین می‌شود و مسافر از آن تبعیت می‌کند.
رایج‌ترین وسیله نقلیه برای کرایه در سراسر جهان تاکسی است؛ وسایل نقلیه دیگر برای کرایه عبارتند از: سه چرخه ریکشای رکابی،، موتور سیکلت، ون، مینی بوس، واگن، تاکسی هوایی و تاکسی آبی.
تاکسی شراکتی، paratransit، حمل و نقل پاسخگو، اتوبوسهای سبک عمومی، اتوبوسهای شاتل و مانند آن وسایلی هستند که بین تاکسی و اتوبوس‌ها قرار می‌گیرند و خصوصیاتی از هر دو را دارند.
سرویس‌های شاتل نیز از بسیاری از فرودگاه‌ها در سراسر جهان مسافران را بین ترمینال‌های ورودی و هتل‌های شهر جابجا می‌کنند.

## حمل و نقل کرایه ای در ایران
در ایران تاکسی‌های دربستی، تاکسی‌های خطوط و تاکسی‌های گردشی در کنار تاکسی تلفنی به عنوان رایج‌ترین وسایل نقلیه کرایه ای به کار می‌روند. استفاده از موتور کرایه ای در شهر تهران و در مسیرهای پرترافیک رواج دارد. شرکت‌های مینی بوس رانی در بسیاری از شهرهای ایران فعالند. برای مثال تعداد مینی بوس‌های فعال در سیستم حمل و نقل درون‌شهری قم، در سال ۱۳۹۴ برابر با ۱۳۷ دستگاه بوده است. همچنین با پیشرفت تکنولوژی و دسترسی عموم مردم به اینترنت و تلفن همراه هوشمند، تاکسی‌های اینترنتی نیز در سراسر کشور تأسیس شدند که می‌توان به اسنپ و تپسی اشاره کرد.